# Альтена-Берг
Альтена-Берг — средневековый владетельный вестфальский дом, ветвь первой династии графов Берга. От графского дома Альтена-Берг ведут своё происхождение графские дома Ламарк (фон дер Марк), Альтена-Изенбург и Лимбург-Штирум.
Замок Альтена был предположительно основан в 1108 году сыновьями графа Берга Адольфом и Эберхардом, получившими эти земли от кайзера Генриха V за верную службу.
Впервые титул «граф Альтены» документально упомянут под 1122 годом и принадлежал, судя по всему, графу Берга Адольфу IV, сыновья которого ок. 1161 года поделили его владения на две части: Энгельберт I (ум. 1189) получил графство Берг, а Эберхард I (1140 — 23 января 1180) — графство Альтена. В 1173 граф Эберхард I фон Альтена в своём завещании поделил графство Альтена между сыновьями Арнольдом и Фридрихом I с условием, что оба должны сохранить титул графа Альтенского. Сам Эберхард занимается управлением своей частью графства Берг, где его соперником выступает брат, Энгельберт I фон Берг.
В 1170-е годы граф Фридрих I фон Альтена (ум. 1199) приобретает имение Марк, куда и переносит свою резиденцию. Его брат Арнольд (ум. 1209) перебирается в замок Изенбург близ Хаттингена. Оба продолжают именовать себя графами фон Альтена.
В 1225 году сын Арнольда, Фридрих II фон Альтена-Изенбург убил своего кузена, архиепископа Кёльна Энгельберта, за что в 1226/1227 году был обезглавлен в Кёльне, а его владения конфискованы. Графство объединяется в руках ветви Ламарк (фон дер Марк). Вскоре все эти земли именуются уже графством Марк.
В 1249 году Адольф I фон Марк разделил наследство между сыновьями Энгельбертом I фон Марк и Отто фон Альтена. После смерти последнего в 1269 году замок переходит к старшему брату.

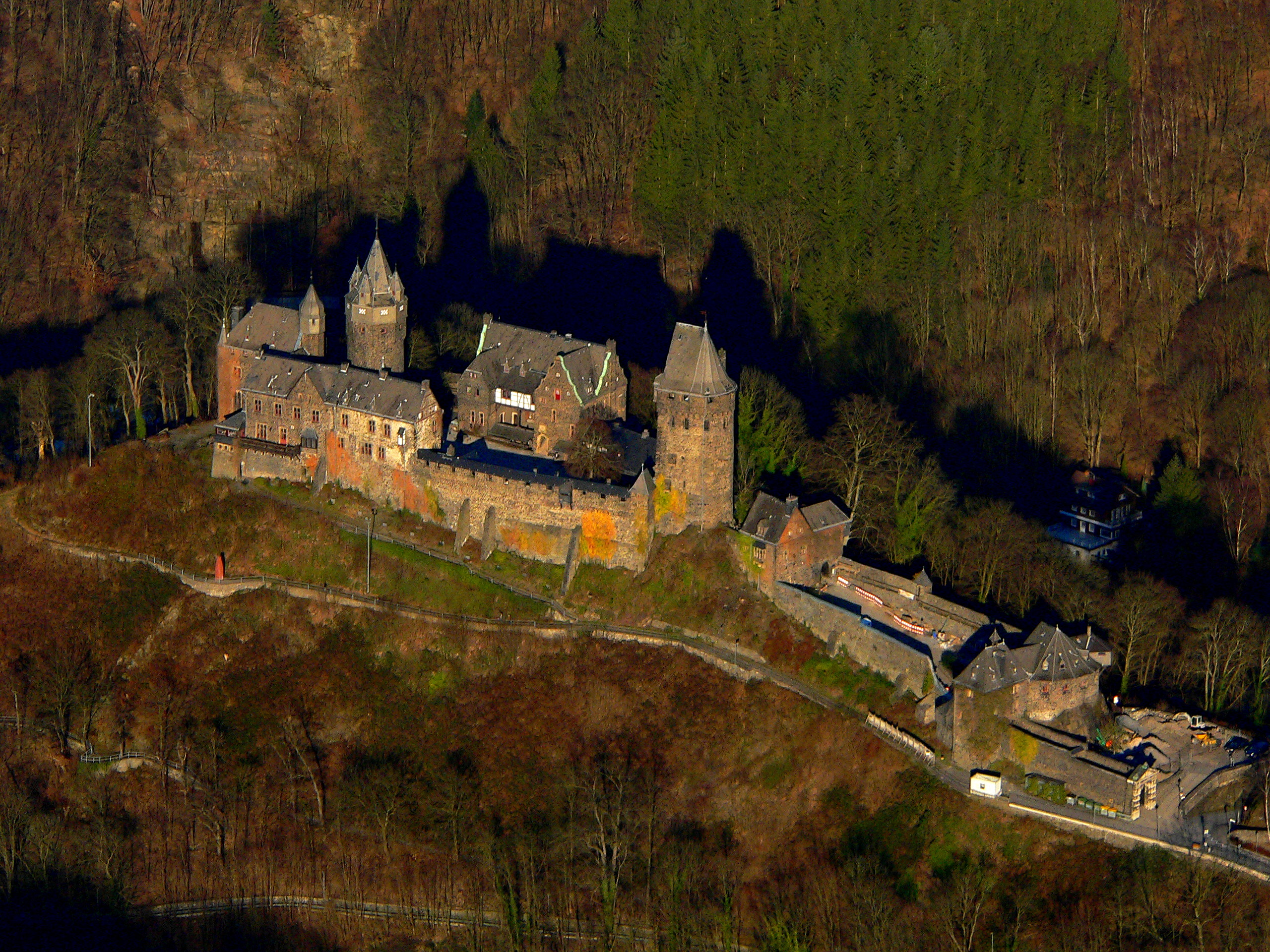
Замок Альтена, давший название роду

## Генеалогическая схема дома
- Графы Берга (1077—1248)
  - Графы Альтена (ок.1161—1209)
    - Графы Ламарк (фон дер Марк)
    - Графы Альтена-Изенбург
      - Графы Лимбург-Штирум

## Самостоятельные графы фон Альтена (ок.1161—1269)
- Эберхард I ок.1161—1180
- Арнольд 1180—1209, сын Эберхарда I, родоначальник линии Альтена-Изенбург
- Фридрих I 1180—1198/9, сын Эберхарда I, родоначальник линии Ламарк (фон дер Марк)
- Отто 1249—1269, сын Адольфа I фон дер Марк